# 左平縣
左平縣，是明代交阯承宣布政使司新平府南靈州下轄的一個縣。治所約在今越南廣治省從邊海河至石桿江的由靈縣地區。

## 沿革
- 漢日南郡之地，占城為麻令州。
- 明永樂五年六月癸未（1407年7月5日）置，屬新平府南靈州[3][4][5][6][7][8]。
- 永樂十三年八月二十三日丁亥（1415年9月25日），以南靈州夜度縣入左平縣[9]。
- 永樂十五年六月丁酉，交阯左平縣知縣范伯高、縣丞武萬等作亂，都督朱廣領軍剿平，交州左衛指揮同知段公丁、交州右衛指揮同知陳思齊死，二人時為順州守備土官指揮同知[10]。
- 永樂十七年九月十四日丙辰（1419年10月3日），並南靈州之左平縣入本州[11][12]。